# Université de Ryūkoku

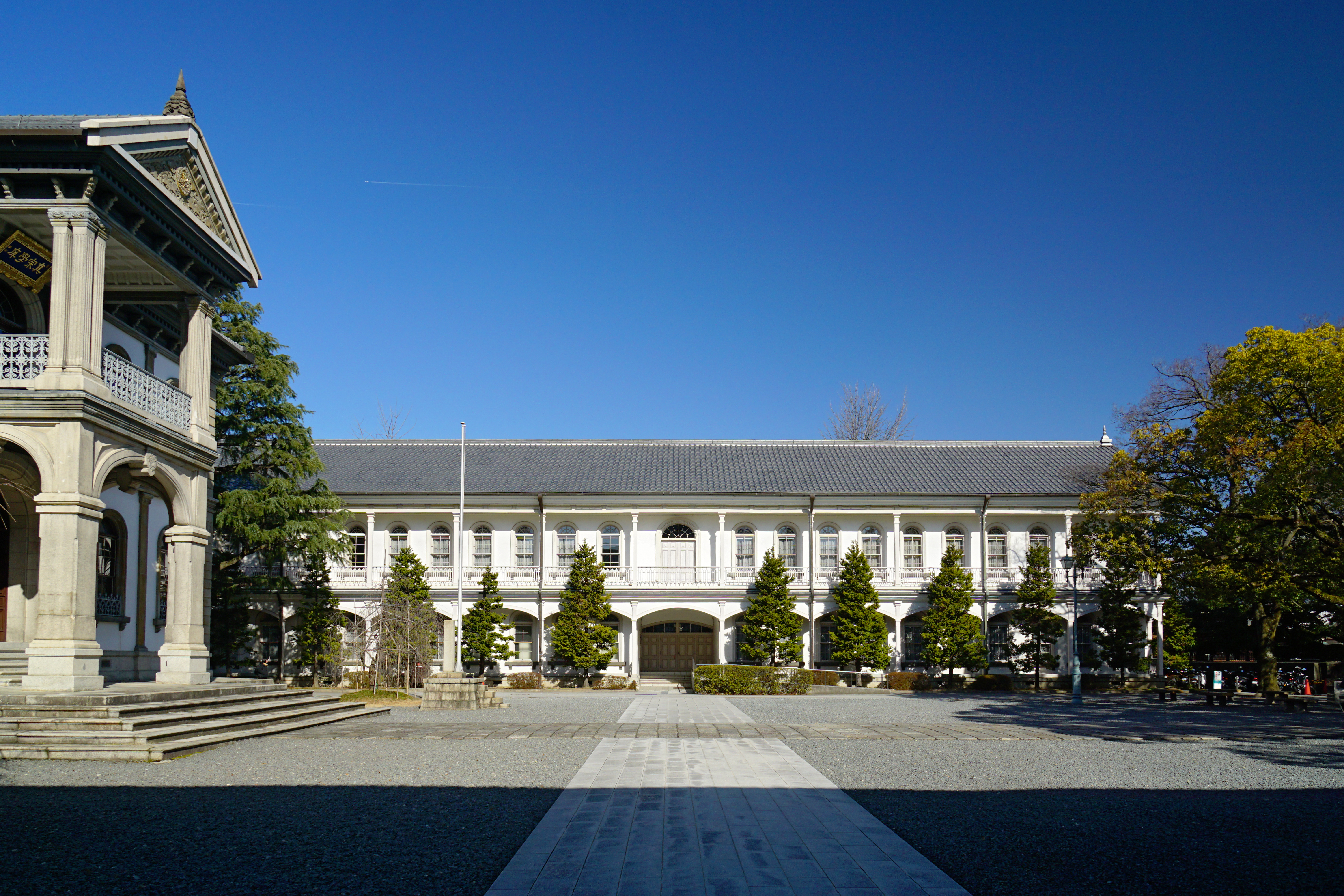
Campus Omiya

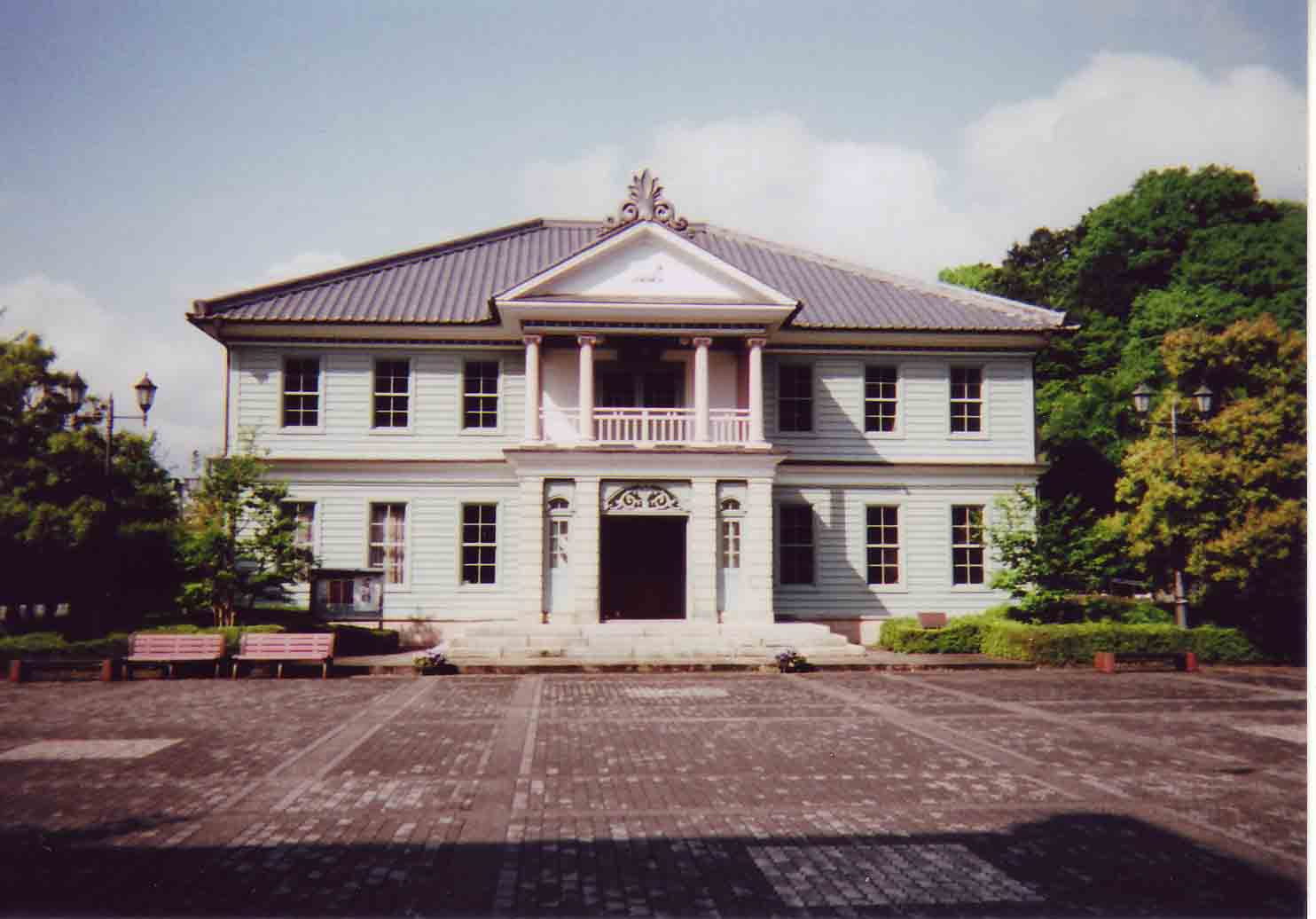
Campus Jushinkan in Seta

L' université Ryūkoku (龍谷大学, Ryūkoku Daigaku) est une université privée située à Kyoto au Japon. 
Elle est fondée en 1639 comme séminaire pour les religieux de la branche Nishi-Hongan-ji de l'école bouddhique Jōdo shinshū.
Devenue université laïque en 1922, elle compte quelque 12 000 étudiants de nos jours. Les professeurs et étudiants de l'université ont créé divers périodiques, dont la renommée revue littéraire Chūōkōron en 1887. 
L'université compte trois campus : Omiya et Fukakusa à Kyoto et Seta dans la préfecture de Shiga. Le campus originel d'Omiya abrite une importante bibliothèque. 

## Anciens élèves connus
- Yuji Fujii, membre de la Chambre des représentants du Japon à la Diète du Japon
- Ayano Tsuji, chanteuse - compositrice.